# Хорнзор (Цівільський район)
Хорнзо́р (рос. Хорнзор, чув. Хорнсор Мучикасси) — присілок у складі Цівільського району Чувашії, Росія. Входить до складу Богатирьовського сільського поселення.
Населення — 106 осіб (2010; 138 у 2002).
Національний склад:
- чуваші — 99 %